# Paula Hitler
Paula Hitler, także Paula Hiedler, później Paula Wolf lub Wolff (ur. 21 stycznia 1896 w Hafeld w gminie Fischlham, zm. 1 czerwca 1960 w Berchtesgaden) – córka Aloisa Hitlera i Klary Hitler, siostra Adolfa Hitlera.

## Życiorys
Miała 6 lat, gdy zmarł jej ojciec, oraz 11, gdy zmarła jej matka. Razem z Adolfem otrzymała rentę w kwocie 100 koron, co było sumą niewystarczającą na pokrycie kosztów utrzymania się dwóch osób. Starszy o siedem lat brat zrzekł się swojej części na rzecz siostry.
Rozpoczęła naukę w zakresie handlu i pracowała w Wiedniu, jako sekretarka w kancelarii. Z pracy tej została zwolniona, prawdopodobnie, w związku z niechęcią pracodawców do jej brata. Następnie, w tym samym mieście, pracowała w firmie ubezpieczeniowej. Nie miała kontaktu z Adolfem Hitlerem od 1908. Spotkała się z bratem dopiero na początku lat 20. Po utracie pracy w 1930 otrzymywała od niego wsparcie finansowe. Na jego prośbę żyła pod przybranym nazwiskiem Wolf. W testamencie Adolfa Hitlera z 2 maja 1938 miała otrzymywać comiesięczną pensję w wysokości 1000 marek.
Nie była członkiem NSDAP; nie była aktywna politycznie. Pracowała jako sekretarka w szpitalu.
Po wojnie została zatrzymana przez Amerykanów, przesłuchana i wypuszczona na wolność. Wróciła do Wiednia, a następnie przeniosła się do Berchtesgaden, gdzie zmarła w wieku 64 lat, jako ostatnia osoba z najbliższej rodziny przywódcy III Rzeszy.